# 1902 no jornalismo
Nesta página encontrará referências aos acontecimentos directamente relacionados com o jornalismo ocorridos durante o ano de 1902.

## Eventos
- 31 de dezembro - Primeira edição em Lisboa, do jornal semanal "O Académico (jornal)". Deixou de ser publicado em 1903[1].

## Nascimentos
| Data          | Nome                       | Profissão                                              | Nacionalidade                              | Observações | Ref   |
| ------------- | -------------------------- | ------------------------------------------------------ | ------------------------------------------ | ----------- | ----- |
| 24 de janeiro | Augusto Meyer              | jornalista, ensaísta, poeta, memoralista e folclorista | Brasil                                     | m. 1970     |       |
| 15 de abril   | Fernando Pessa             | jornalista                                             | Reino Unido de Portugal, Brasil e Algarves | m. 2002     | [ 2 ] |
| 3 de agosto   | Genolino Amado             | escritor, professor e jornalista                       | Brasil                                     | m. 1989     |       |
| 27 de agosto  | Renato de Medeiros Barbosa | jornalista e advogado e político                       | Brasil                                     | m. 1988     |       |

## Mortes
| Data            | Nome                      | Profissão                                             | Nacionalidade | Observações | Ref |
| --------------- | ------------------------- | ----------------------------------------------------- | ------------- | ----------- | --- |
| 10 de fevereiro | Urbano Duarte de Oliveira | militar, jornalista, cronista, humorista e teatrólogo | Brasil        | n. 1855     |     |
| 29 de setembro  | Émile Zola                | escritor e jornalista                                 | França        | n. 1840     |     |